# Manga-papaia
A manga-papaia é uma fruta proveniente de árvores das espécies do gênero Carica, especialmente de Carica papaya. Assim como o mamão-papaia (ou ababaia), a manga é uma fruta do tipo drupa, de coloração variada: amarelo, laranja e vermelha, sendo mais roseada no lado que sofre insolação direta e mais amarelada ou esverdeada no lado que recebe insolação indireta.
Normalmente, quando a fruta ainda não está madura, sua cor é verde, mais isso depende do cultivar. A polpa é suculenta e muito saborosa, em alguns casos fibrosa, doce, encerrando uma única semente grande no centro. As mangas são usadas na alimentação das mais variadas formas, mas é mais consumida ao natural.
É comum em regiões como o Havaí, Angola e Moçambique.

## Características
Uma manga-papaia fresca contém cerca de 15% de açúcar, até 1% de proteína e quantidades significativas de vitaminas, minerais e antioxidantes, podendo conter vitamina A, vitamina B e vitamina C.
Graças à alta quantidade de ferro que contém, essa manga é indicada para tratamentos de anemia e é benéfica para as mulheres grávidas e em períodos de menstruação. Pessoas que sofrem de cãimbras, stress e problemas cardíacos, podem se beneficiar das altas concentrações de potássio e magnésio existentes que também auxiliam àqueles que sofrem de acidose. Também há relatos de que as mangas suavizam os intestinos, tornando mais fácil a digestão. Na Índia, onde a manga é a fruta nacional, acredita-se que as mangas estanquem hemorragias, fortaleçam o coração e tragam benefícios ao cérebro.